# 이진형 (축구 선수)
이진형(1988년 2월 22일 ~ )은 대한민국의 축구 선수이며 포지션은 골키퍼이다.

## 축구인 경력

### 선수 경력
2010 K리그 드래프트에서 제주 유나이티드에 지명되어 제주에 입단하였으나 세 시즌 간 리그 데뷔전을 치르지 못하였고 2013년 FC 안양으로 이적하였다. 그 후, 2015년에 경찰 축구단에 입대하였고, 2016년 9월 3일에 군 복무를 마치고 안양으로 복귀했다.
2016 시즌 후, FA 자격을 취득했으며, 2017 시즌을 앞두고 인천 유나이티드로 이적하였다.
2019시즌을 앞두고 광주 FC에 입단했다.